# Villenoy
Villenoy és un municipi francès, situat al departament de Sena i Marne i a la regió de Illa de França. L'any 2007 tenia 4.039 habitants.
Forma part del cantó de Claye-Souilly, del districte de Meaux i de la Comunitat d'aglomeració del Pays de Meaux.

## Demografia

### Població
El 2007 la població de fet de Villenoy era de 4.039 persones. Hi havia 1.500 famílies, de les quals 348 eren unipersonals (160 homes vivint sols i 188 dones vivint soles), 412 parelles sense fills, 560 parelles amb fills i 180 famílies monoparentals amb fills.
La població ha evolucionat segons el següent gràfic:
Habitants censats

### Habitatges
El 2007 hi havia 1.592 habitatges, 1.512 eren l'habitatge principal de la família, 7 eren segones residències i 73 estaven desocupats. 955 eren cases i 631 eren apartaments. Dels 1.512 habitatges principals, 936 estaven ocupats pels seus propietaris, 564 estaven llogats i ocupats pels llogaters i 12 estaven cedits a títol gratuït; 66 tenien una cambra, 207 en tenien dues, 336 en tenien tres, 344 en tenien quatre i 559 en tenien cinc o més. 1.206 habitatges disposaven pel capbaix d'una plaça de pàrquing. A 784 habitatges hi havia un automòbil i a 563 n'hi havia dos o més.

### Piràmide de població
La piràmide de població per edats i sexe el 2009 era:
| Homes | Edats   | Dones |
| ----- | ------- | ----- |
| 0     | 95 o +  | 1     |
| 6     | 90 a 94 | 10    |
| 8     | 85 a 89 | 12    |
| 12    | 80 a 84 | 12    |
| 28    | 75 a 79 | 57    |
| 35    | 70 a 74 | 59    |
| 51    | 65 a 69 | 67    |
| 60    | 60 a 64 | 57    |
| 88    | 55 a 59 | 71    |
| 117   | 50 a 54 | 144   |
| 133   | 45 a 49 | 128   |
| 132   | 40 a 44 | 119   |
| 149   | 35 a 39 | 155   |
| 132   | 30 a 34 | 157   |
| 185   | 25 a 29 | 180   |
| 113   | 20 a 24 | 144   |
| 106   | 15 a 19 | 112   |
| 138   | 10 a 14 | 124   |
| 83    | 5 a 9   | 135   |
| 119   | 0 a 4   | 132   |

## Economia
El 2007 la població en edat de treballar era de 2.804 persones, 2.198 eren actives i 606 eren inactives. De les 2.198 persones actives 2.063 estaven ocupades (1.035 homes i 1.028 dones) i 135 estaven aturades (51 homes i 84 dones). De les 606 persones inactives 168 estaven jubilades, 250 estaven estudiant i 188 estaven classificades com a «altres inactius».

### Ingressos
El 2009 a Villenoy hi havia 1.614 unitats fiscals que integraven 4.103,5 persones, la mediana anual d'ingressos fiscals per persona era de 20.941 €.

### Activitats econòmiques
Dels 128 establiments que hi havia el 2007, 5 eren d'empreses alimentàries, 1 d'una empresa de fabricació de material elèctric, 12 d'empreses de fabricació d'altres productes industrials, 29 d'empreses de construcció, 25 d'empreses de comerç i reparació d'automòbils, 6 d'empreses de transport, 3 d'empreses d'hostatgeria i restauració, 2 d'empreses d'informació i comunicació, 1 d'una empresa financera, 10 d'empreses immobiliàries, 16 d'empreses de serveis, 8 d'entitats de l'administració pública i 10 d'empreses classificades com a «altres activitats de serveis».
Dels 43 establiments de servei als particulars que hi havia el 2009, 1 era una oficina de correu, 2 tallers de reparació d'automòbils i de material agrícola, 1 autoescola, 8 paletes, 6 guixaires pintors, 5 fusteries, 6 electricistes, 2 empreses de construcció, 7 perruqueries, 3 restaurants, 1 agència immobiliària i 1 saló de bellesa.
Dels 6 establiments comercials que hi havia el 2009, 1 era una botiga de més de 120 m², 4 fleques i 1 una fleca.
L'any 2000 a Villenoy hi havia 3 explotacions agrícoles que ocupaven un total de 495 hectàrees.

## Equipaments sanitaris i escolars
L'únic equipament sanitari que hi havia el 2009 era una farmàcia.
El 2009 hi havia 1 escola maternal i 1 escola elemental.

## Poblacions més properes
El següent diagrama mostra les poblacions més properes.